# Matsukura Shigemasa
Matsukura Shigemasa (松倉 重政?; Yamato, 1574 – Unzen, 19 dicembre 1630) è stato un daimyō giapponese tra la fine del periodo Sengoku e l'inizio del periodo Edo.

## Biografia
Matsukura Shigemasa nacque nel 1574 nella provincia di Yamato, figlio di Matsukura Ukon Shigenobu, un importante servitore del clan Tsutsui. Tuttavia dopo la morte di Tsutsui Junkei il clan fu spostato nella provincia di Iga, ma i Matsukura rimasero nella provincia di Yamato, entrando sotto la supervisione del clan Toyotomi. Nel 1600, durante la battaglia di Sekigahara, Shigemasa si schierò con Tokugawa Ieyasu e i suoi meriti furono premiati con il castello di Gojo-Futami. Inoltre per il suo sostegno durante l'assedio di Osaka, Shighemasa la sua ricchezza venne aumentata a 43.000 koku essendo trasferiti nel dominio di Hinoe nella provincia di Hizen, sostituendo Arima Harunobu.
Nel 1618, con l'editto Ikkoku-ichijō (一国一城, "One Castle Per Province") ordinato dallo shogunato Tokugawa, Shigemasa distrusse i suoi due castelli di Hara e Hinoe, ed iniziò la costruzione del castello di Shimabara (conosciuto anche come castello di Matsutake). Il castello era su una scala molto più grande di quella che il dominio poteva permettersi e così Shigemasa tassò in modo spropositato i cittadini del suo feudo, si racconta con il doppio di quello che poteva ragionevolmente richiedere.
Nel 1621 iniziarono le persecuzioni dei cristiani, tramite mutilazioni e marchi che venivano praticati per le restrizioni sempre più stringenti dello Shōgun Tokugawa Iemitsu. A partire dal 1627 il clan Matsukura torturò i cristiani facendoli bollire vivi nelle famigerate Unzen Volcanic Springs. Nel 1629, Shigemasa si mise in contatto con il magistrato di Nagasaki, Takenaka Shigeyoshi, e si offrì di fare lo stesso per tutti cristiani di Nagasaki. Takenaka fu d'accordo.
Successivamente Shigemasa sperava di ostacolare ulteriormente la sicurezza dei cristiani attaccando Luzon, nelle Filippine. A tal fine tassò ulteriormente i suoi cittadini. Mentre lo shogunato Tokugawa non approvava del tutto le sue regole così dure, approvava, anche se di nascosto, il suo desiderio di una spedizione straniera nelle Filippine.
Prima che Shigemasa potesse mettere in opera i suoi piani, morì alle sorgenti termali di Obama nel 1630. Alcuni credono che venne avvelenato dallo Shogunato per aver esasperato troppo inutilmente i suoi cittadini, ma la verità rimane oscura. Il clan passò sotto la guida di suo figlio Matsukura Katsuie che continuò con le misure draconiane di suo padre. A quel punto i contadini e i samurai senza padrone dell'interno del dominio si ribellarono, iniziando la ribellione di Shimabara. 
Il clan Matsukura finì quando Katsuie fu decapitato per ordine dello Shogunato per aver provocato tale ribellione. Lo Shogunato mise successivamente il dominio sotto la guida di Mori Nagatsugu, prima di passarlo alla famiglia Koriki.